# Zutfeld Wardenberg
Zutfeld Wardenberg (* unbekannt, wahrscheinlich in Stralsund; † 1527 in Rom) war ein deutscher Geistlicher.

## Leben
Der gebürtige Stralsunder Zutfeld Wardenberg (alternativ und in den Quellen häufiger Zutpheld Wardenberg) studierte ab 1489 an der Universität Rostock und wurde dort 1490/91 an der Philosophischen Fakultät zum Bakkalar promoviert. Nach seinen Universitätsstudien erhielt er Abschlüsse als Magister (1492/93) und Doktor des kanonischen Rechts. Er wurde Dekan am Güstrower Dom und am Schweriner Dom, Propst in Bützow und Archidiakon in Rostock. Nach einer Zeit an der Universität Greifswald wurde er nach der Ernennung des Schweriner Bischofs Peter Wolkow im Jahr 1508 nach Rom berufen, wo Wardenberg das Amt eines apostolischen Protonotars und Kapellans empfing. Als solcher vertrat Wardenberg die mecklenburgischen Herzöge, aber auch Kaiser Maximilian I., in einigen Prozessen. 1515 wurde er Domherr in Lübeck.
Als der Schweriner Bischof Wolkow, gegen den Wardenberg stark Partei ergriffen hatte, 1516 starb, setzte der mecklenburgische Herzog Heinrich V. seinen erst sieben Jahre alten Sohn Magnus III. als Bischof von Schwerin ein, wobei Wardenberg als Administrator des Jungen de facto das Bischofsamt ausübte. Zugleich wurde er Archidiakon von Tribsees und bischöflicher Offizial. Er nahm seinen Wohnsitz in seiner Heimatstadt Stralsund, wo er sich wegen einiger Übergriffe der geistlichen Gerichtsbarkeit bald beim Rat der Stadt und bei den Bürgern Feindschaften schuf, die teilweise aus den verhängten hohen Strafgebühren resultierten. Der Rat verhängte darauf im Krieg gegen Dänemark 1522 erhöhte Steuern für die Geistlichkeit. Wardenberg weigerte sich, diese zu zahlen, woraufhin ihm schwere Strafen angedroht wurden. Er verließ Stralsund zusammen mit Hippolytus Steinwehr und dessen Vize-Pleban Dr. Otto heimlich, unter Beihilfe von Joachim Wardenberg, dem Bruder Zutfelds, und ging nach Rom. Von Rom aus betrieb er die Wiederherstellung seiner Rechte und die Befreiung seines Bruders Joachim Wardenberg aus städtischer Gefangenschaft in Stralsund mithilfe des mecklenburgischen Herzogs. Die Bemühungen scheiterten 1525 endgültig, als die Reformation in Stralsund den evangelischen Glauben als Religion einführte.
Seine Stellung in Rom und seine Beziehungen nutzte er zu machtbewusster Bereicherung. Er gilt als der „am reichsten mit Pfründen ausgestattete Kuriale Norddeutschlands“.
Wardenberg starb 1527 während der Belagerung und Plünderung Roms (Sacco di Roma).

## Familie
Wardenberg entstammte einer alten Stralsunder Patrizierfamilie. Seine Eltern waren Henning Wardenberg (Bürgermeister der Hansestadt Stralsund) und Margaretha Wardenberg. Er hatte mindestens einen Bruder, Joachim Wardenberg, sowie drei Schwestern: Magdalena war in erster Ehe mit Rolef Möller, Altermann des Gewandhauses, verheiratet und Mutter des späteren Bürgermeisters Roloff Möller. Catharina war in erster Ehe mit Heinrich Busch, in zweiter Ehe mit Caspar Hoyer verheiratet. Dr. Caspar Hoyer, Domherr am Brixner Dom, ist ein Sohn dieser zweiten Ehe. Hoyer bat den Stralsunder Rat 1540 um Hilfe bei der Erlangung des Erbes seines Onkels (Stadtarchiv Stralsund, Rep. 3, Nr. 1032). Die dritte Schwester Margarethe war mit Gerhard Schröder verheiratet.